# الجدول الزمني للحرب بين إيران وإسرائيل
فيما يلي جدول زمني للحرب بين إيران وإسرائيل (13 يونيو 2025 - حتى الآن).

## يونيو

### 13 يونيو

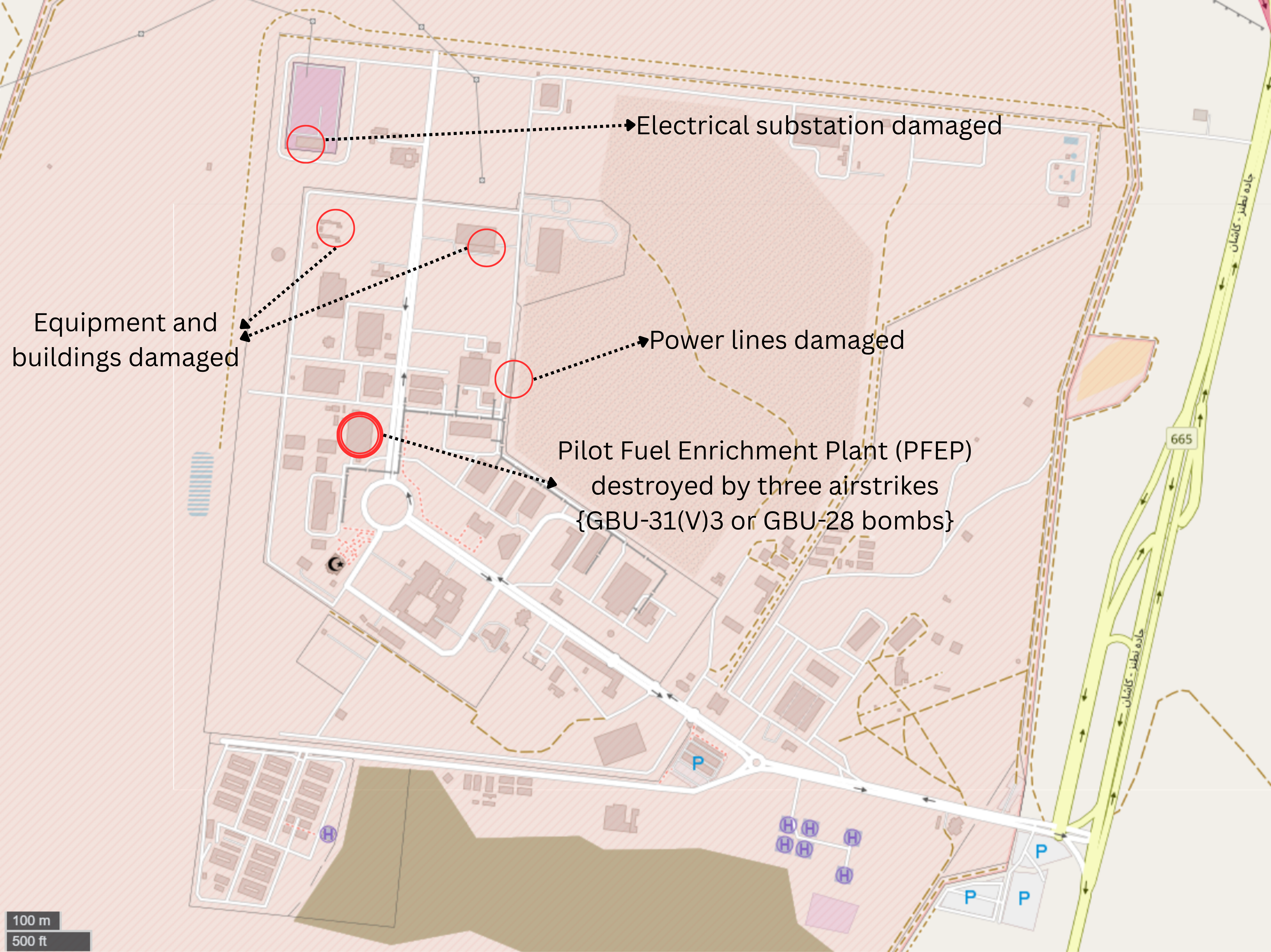
مواقع الغارات الجوية الإسرائيلية على منشأة نطنز النووية.

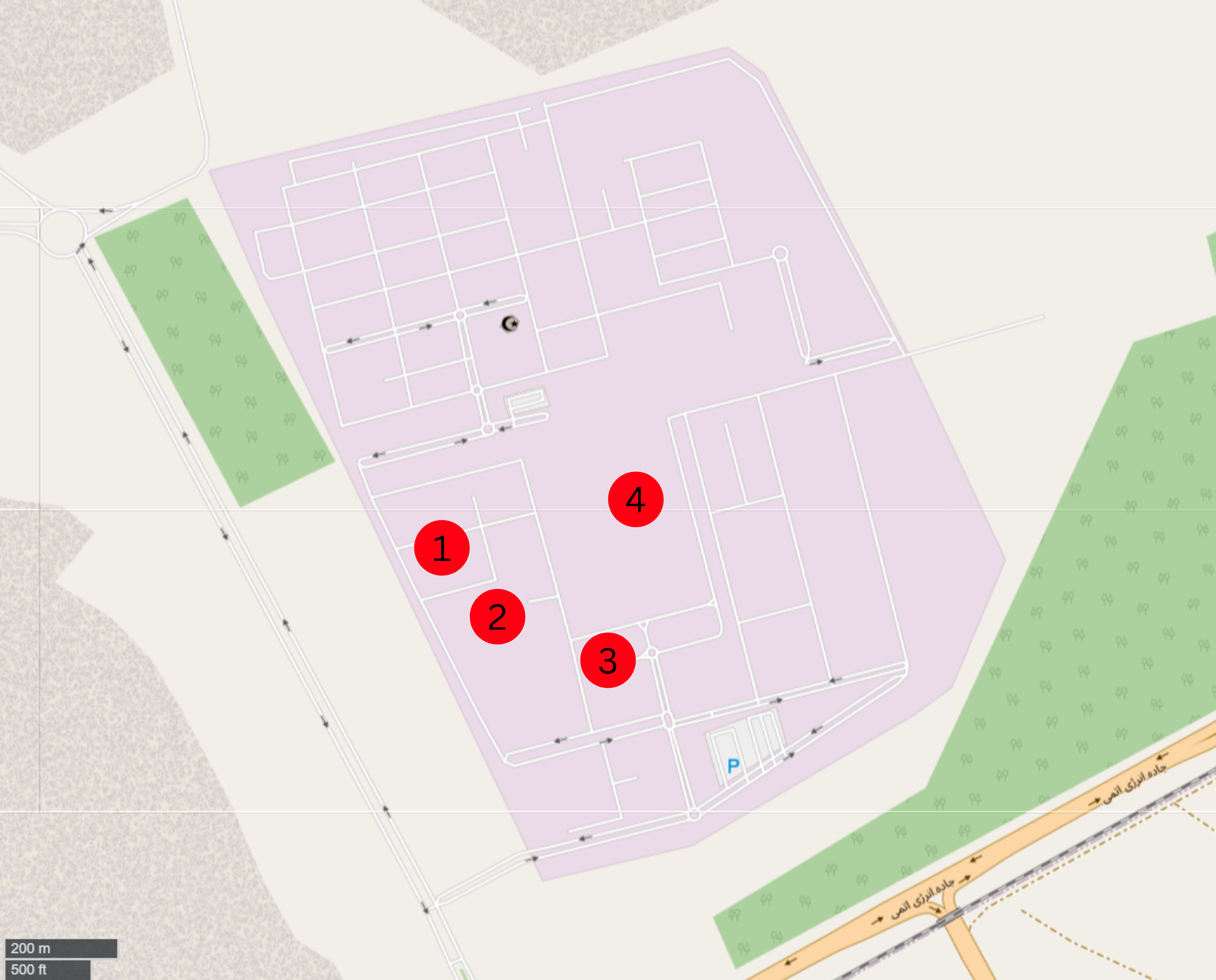
مواقع الغارات الجوية الإسرائيلية على مركز أصفهان للتكنولوجيا النووية.

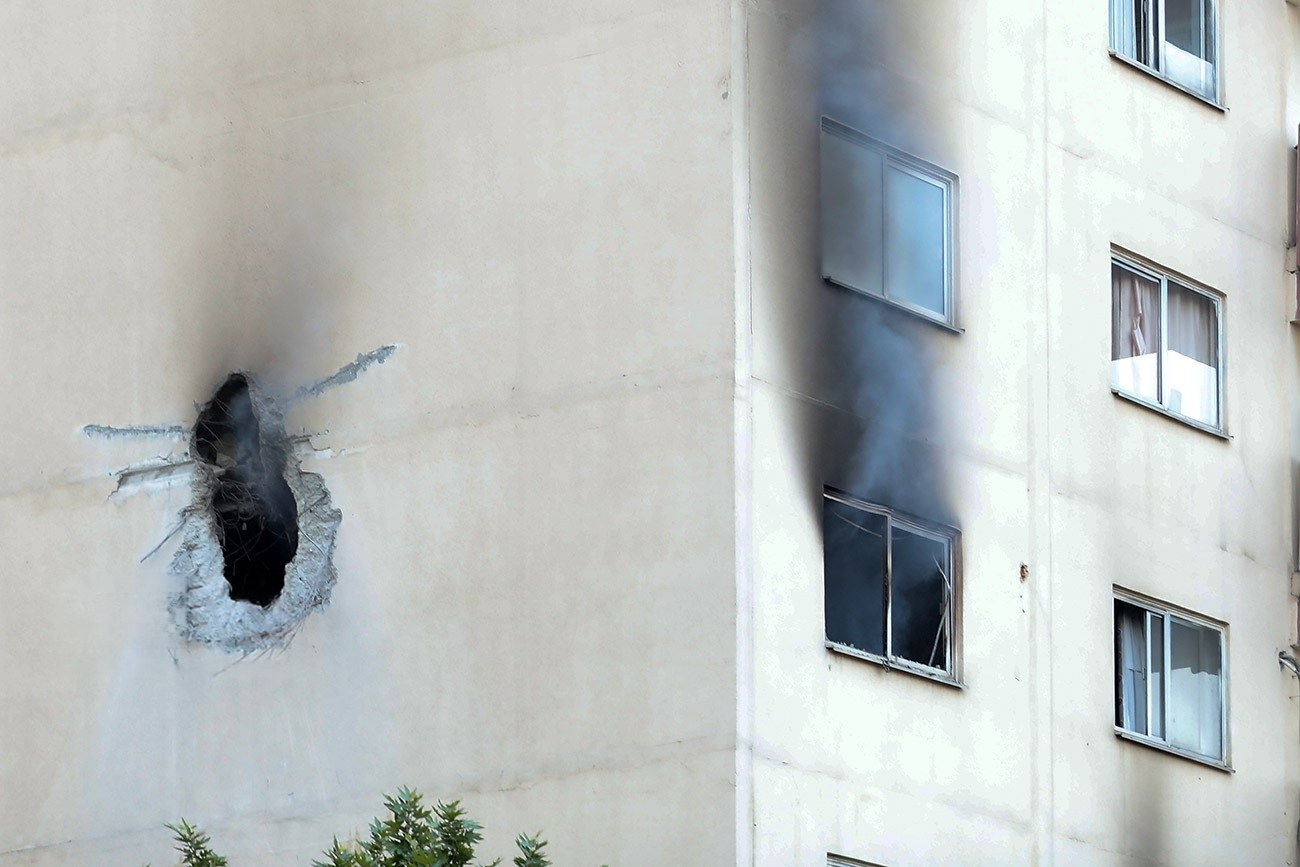
التأثير على مبنى في طهران.

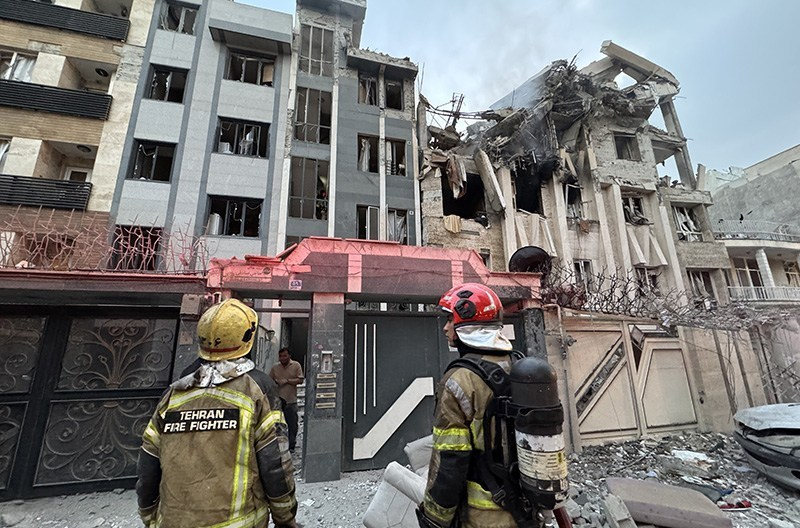
عواقب الضربات الإسرائيلية في طهران.

في الساعات الأولى من الصباح، هاجمت قوات الدفاع الإسرائيلية عشرات المنشآت النووية الإيرانية والقواعد العسكرية ومنشآت البنية التحتية والقادة العسكريين الرئيسيين، بما في ذلك بعض الأهداف، كما قال مسؤولون إسرائيليون، والتي لم تتوقعها طهران. بحلول الساعة 06:30 بتوقيت إسرائيل الصيفي، شنت القوات الجوية الإسرائيلية خمس موجات من الضربات الجوية، باستخدام أكثر من 200 طائرة مقاتلة لإسقاط أكثر من 330 ذخيرة على حوالي 100 هدف. تضمنت الطائرات المقاتلة العديد من مقاتلات لوكهيد مارتن إف-35 لايتنينج 2، النسخة الإسرائيلية من مقاتلة الشبح الأمريكية لوكهيد مارتن إف-35 لايتنينغ الثانية. وبحسب ما ورد تم تعديل طائرات لوكهيد مارتن إف-35 لايتنينج 2 بخزانات وقود مطابقة منخفضة الملاحظة لتمكينها من الحصول على المدى والقدرة على التحمل لإجراء عمليات فوق إيران دون المساس بخصائص التخفي أو الحاجة إلى التزود بالوقود في الجو. شملت الأهداف الإسرائيلية منشأة نطنز النووية والبنية التحتية الأخرى للبرنامج النووي الإيراني. لم تقع أي حوادث نووية نتيجة للغارات الجوية، حيث لم تتعرض المفاعلات النووية العاملة، مثل محطة بوشهر للطاقة النووية ومفاعل طهران للهجوم. على الرغم من أن أجهزة الطرد المركزي النووية التالفة يمكن أن تطلق إشعاعات منخفضة المستوى ومواد كيميائية صناعية يمكن أن تهدد العاملين في الموقع، إلا أنها لا يمكن أن تؤدي إلى انفجارات نووية أو تسبب تلوثًا واسع النطاق للمنطقة.
وفي الوقت نفسه، قام الموساد بتخريب أنظمة الدفاع الجوي الإيرانية والبنية التحتية الصاروخية. وقال مسؤول إسرائيلي إن الموساد قام بتهريب أسلحة دقيقة وأنشأ قاعدة سرية للطائرات بدون طيار بالقرب من طهران، والتي تم استخدامها لتعطيل الدفاعات الجوية، وتأمين التفوق الجوي للطائرات الإسرائيلية.
حوالي الساعة 03:00 بالتوقيت المحلي، أعلن وزير الدفاع الإسرائيلي إسرائيل كاتس حالة الطوارئ في جميع أنحاء البلاد، محذرًا من رد وشيك بالصواريخ والطائرات بدون طيار. تم تفعيل صفارات الإنذار في جميع أنحاء إسرائيل تحسبًا لهجوم مضاد إيراني محتمل، على الرغم من أن إيران لن تطلق أي صواريخ باليستية حتى مساء اليوم التالي. ووصف كاتس هجوم إسرائيل على إيران بأنه "ضربة استباقية". ووفقًا لجيش الدفاع الإسرائيلي، فقد تم دفع هذا الإجراء إلى معلومات استخباراتية تشير إلى أن إيران قد جمعت ما يكفي من اليورانيوم المخصب بحيث تتمكن من تخصيبه إلى درجة الأسلحة بكمية كافية لـ 15 سلاحًا نوويًا في غضون أيام. ومع ذلك، تراوحت تقديرات الوقت اللازم لصنع سلاح فعلي من 7 إلى 12 شهرًا وقت بيان جيش الدفاع الإسرائيلي.
تم الإبلاغ عن انفجارات في جميع أنحاء طهران، بما في ذلك بالقرب من القواعد العسكرية وفي الأحياء التي تضم كبار القادة. ووصف شهود العيان ألسنة اللهب الهائلة والانفجارات المتكررة. أفادت وكالة أنباء فارس، المرتبطة بالحرس الثوري الإيراني، أن العديد من المنازل قد أصيبت في شهرك محلاتي، وهو حي في شرق طهران حيث يقيم كبار الضباط العسكريين الإيرانيين وعائلاتهم. وبحسب ما ورد أشعل الهجوم النار في مقر الحرس الثوري الإيراني في طهران. وأصيبت بعض المجمعات السكنية خلال الهجوم، بما في ذلك تلك التي تضم ضباطًا ومسؤولين إيرانيين. وبحسب ما ورد، تسببت قوة الانفجارات في انهيار بعض المباني.
أُبلغ عن انفجارات في منشأة نطنز النووية، بمحافظة أصفهان، حيث تقع إحدى أهم المنشآت النووية الإيرانية. وأكد التلفزيون الإيراني الرسمي وقوع "انفجارات مدوية" بالقرب من الموقع، الذي يضم محطتين للتخصيب: محطة تخصيب الوقود الكبيرة تحت الأرض، ومحطة تخصيب الوقود التجريبية فوق الأرض. كما استُهدفت مواقع نووية في خنداب وخرم آباد. 
بعد الموجة الأولى من الهجمات، وعدت إيران "برد قاس" ضد إسرائيل. وقالت إنها ستهاجم القوات الإسرائيلية والأمريكية المتمركزة في قواعد عسكرية في جميع أنحاء الشرق الأوسط. بعد ذلك بوقت قصير، بدأت إيران ضربات انتقامية، تحت الاسم الرمزي عملية الوعد الحقيقي الثالثة، والتي استهدفت القواعد العسكرية والقواعد الجوية، بالإضافة إلى استهداف غير مباشر للمناطق السكنية والبنية التحتية العامة. ووفقًا للعميد في جيش الدفاع الإسرائيلي إيفي ديفرين، أطلقت إيران ما يقرب من 100 طائرة بدون طيار من طراز شاهد باتجاه إسرائيل. أجلت الولايات المتحدة بعض جنودها في العراق وأذنت أيضًا بإجلاء أفراد عائلات الجنود الأمريكيين في جميع أنحاء المنطقة. وفي حوالي الساعة 9  مساءً بالتوقيت المحلي - قبل 10 دقائق من سقوط العشرات من الصواريخ - تلقى المواطنون الإسرائيليون تنبيهات هاتفية تحذر من هجوم قادم. سُمح للمواطنين بمغادرة ملاجئهم حوالي الساعة 10:10. استُهدفت تل أبيب بالصواريخ الإيرانية التي أعقبت الهجوم؛ في حين اعترضت إسرائيل بعض الصواريخ، تمكن البعض الآخر من ضرب أهدافه في تل أبيب، بما في ذلك ضربة مباشرة واضحة على مقر كرياه العسكري بالقرب من طريق بيجين. تم تنشيط صفارات الإنذار في عمان، عاصمة الأردن. تم اعتراض بعض الطائرات بدون طيار من قبل سلاح الجو الملكي الأردني فوق المجال الجوي الأردني وبعضها من قبل سلاح الجو الإسرائيلي فوق المملكة العربية السعودية وسوريا. في وقت لاحق، قالت مصادر إسرائيلية مختلفة إنه تم رفع أمر للمدنيين الإسرائيليين بالبحث عن مأوى، مما يشير إلى أن غالبية أو كل الطائرات بدون طيار قد دمرت. سقطت طائرة بدون طيار تم اعتراضها على منزل وأصابت ثلاثة أشخاص في إربد، الأردن. 
نفذت إسرائيل ضربات في تبريز في وقت مبكر من بعد الظهر، استهدفت منطقة بالقرب من مطار تبريز. كما ضربت إسرائيل شيراز ومنشأة نطنز النووية. ووقعت انفجارات أيضًا في قاعدة همدان الجوية وقاعدة بارشين العسكرية. كما وقع انفجاران بالقرب من مصنع فوردو لتخصيب الوقود تحت الأرض، حيث ورد أن طائرة إسرائيلية بدون طيار أسقطتها الدفاعات الجوية الإيرانية. وأكدت قوات الدفاع الإسرائيلية لاحقًا ضرب قاعدتي همدان وتبريز الجويتين، مؤكدة أنها "فككت" القاعدة الأخيرة ودمرت أيضًا العشرات من الطائرات بدون طيار الإيرانية وقاذفات الصواريخ أرض-أرض.
أطلق الحوثيون صاروخًا باليستيًا من اليمن مستهدفًا القدس، وسقط في الخليل بالضفة الغربية، مما أدى إلى إصابة خمسة فلسطينيين. وقدر جيش الدفاع الإسرائيلي أنه تم إطلاق حوالي 150 صاروخًا باليستيًا على دفعتين خلال الهجوم. وأفادت نجمة داوود الحمراء أن 63 إسرائيليًا على الأقل أصيبوا - أحدهم في حالة حرجة، والآخر في حالة خطيرة، وثمانية في حالة طفيفة، والبقية في حالة طفيفة. وتوفيت امرأة مدنية أصيبت بجروح خطيرة في وقت لاحق متأثرة بجراحها. وكان من بين المصابين سبعة جنود، حيث أصيبوا بجروح طفيفة. وأنقذت خدمات الإطفاء والإنقاذ الإسرائيلية شخصين من مبنى تعرض للقصف في تل أبيب، بينما أنقذت قيادة الجبهة الداخلية لجيش الدفاع الإسرائيلي مدنيًا آخر من مبنى في المدينة. وعلى الرغم من ذلك، لم ترد أي تقارير عن أضرار جسيمة من الضربات الانتقامية الإيرانية. وفي 17 يونيو، أفادت قناة الجزيرة الإنجليزية أنه تم استبعاد بعض الفلسطينيين من الملاجئ الإسرائيلية.
وفي الساعة 18:46 بتوقيت جرينتش، أكد جيش الدفاع الإسرائيلي قصف مركز أصفهان للتكنولوجيا/الأبحاث النووية، قائلاً إنه كان متورطاً في "إعادة تحويل اليورانيوم المخصب".
وذكرت وسائل إعلام إيرانية أن طائرتين مقاتلتين إسرائيليتين على الأقل أسقطتا فوق المجال الجوي الإيراني وتم أسر طيارة. ونفى جيش الدفاع الإسرائيلي ذلك.
حذر الرئيس الأمريكي دونالد ترامب إيران من مهاجمة الأفراد أو البنية التحتية الأمريكية، قائلاً "إذا تعرضنا لهجوم بأي شكل من الأشكال من قبل إيران، فإن القوة الكاملة للقوات المسلحة الأمريكية ستنزل عليكم بمستويات لم نشهدها من قبل". وقالت راشيل ريفز، وزيرة المالية البريطانية، لشبكة سكاي نيوز إن بريطانيا قد تساعد في حماية إسرائيل.

### 14 يونيو

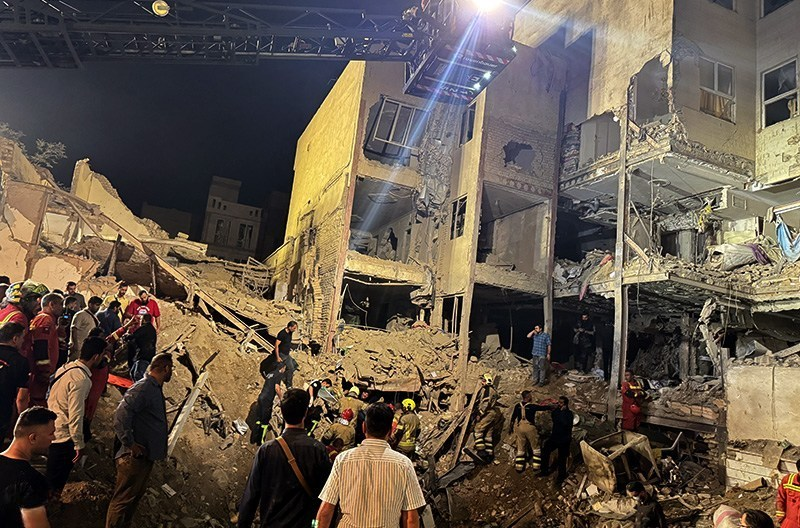
الحطام بعد الهجوم على نارماك في 14 يونيو 2025.

في الصباح الباكر، أفادت وسائل الإعلام الإيرانية بسقوط مقذوفين وانفجار ثم حريق في مطار مهرآباد الدولي بطهران. كما أفادت أيضًا بتصدي الدفاعات الجوية الإيرانية لمقذوفات إسرائيلية فوق أصفهان وتبادل إطلاق النار مع طائرات إسرائيلية بدون طيار في مهام استطلاعية في شمال غرب إيران. وأعلن رئيس أركان جيش الدفاع الإسرائيلي إيال زامير وقائد سلاح الجو الإسرائيلي تومر بار أن "الطريق إلى طهران قد مُهد". وفي وقت لاحق، قال جيش الدفاع الإسرائيلي إنه قصف منشأة تحت الأرض في غرب إيران تُستخدم لتخزين العشرات من الصواريخ الباليستية وصواريخ كروز.
وفي حوالي الساعة الواحدة صباحًا، أطلقت إيران دفعة أخرى مكونة من عشرات الصواريخ، والتي تم اعتراض معظمها، وفقًا لمتحدث باسم جيش الدفاع الإسرائيلي. أصيب سبعة أشخاص في الهجوم، أحدهم بجروح طفيفة. أصيب اثنان من عمال الإسعاف التابعين لنجمة داود الحمراء بجروح طفيفة بسبب الزجاج المكسور بعد أن أصابت الشظايا وحدة العناية المركزة الخاصة بهما.
أكدت إيران مقتل الجنرال غلام رضا محرابي، نائب رئيس الاستخبارات في هيئة الأركان العامة للقوات المسلحة، والجنرال مهدي رباني، نائب رئيس العمليات. كما ادعت إيران أنها أسقطت ما مجموعه ثلاث طائرات إسرائيلية من طراز لوكهيد مارتن إف-35 لايتنينج 2 وأسرت طيارين. ادعى الجيش الإيراني أنه أسقط ما مجموعه ثلاث طائرات مقاتلة إسرائيلية من طراز لوكهيد مارتن إف-35 لايتنينج 2، مما أسفر عن مقتل أحد الطيارين وأسر الآخر. وحتى الآن، لم يظهر أي دليل يؤكد هذه الادعاءات، بينما تم فضح مقطع فيديو واحد على الأقل وصورة واحدة تزعم إظهار إسقاط طائرات لوكهيد مارتن إف-35 لايتنينج 2 الإسرائيلية على أنها معلومات مضللة. نفى جيش الدفاع الإسرائيلي مرارًا وتكرارًا مزاعم وقوع خسائر أو أضرار في صفوف القوات الجوية. أعلنت وزارة البترول الإيرانية عن هجمات على حقلين نفطيين في محافظة بوشهر - منصة المرحلة 14 من حقل غاز جنوب بارس ومصفاة غاز فجر جام  - حيث أوقفت الحرائق إنتاج ما لا يقل عن 12 مليون متر مكعب من الغاز. وقالت جمعية الهلال الأحمر إن إسرائيل هاجمت 18 من أصل 31 محافظة في إيران.
وردت تقارير عن إطلاق إيران وابلًا خامسًا من الصواريخ، حيث اعترضت إسرائيل، بمساعدة الولايات المتحدة، الصواريخ القادمة. وارتفع عدد المدنيين المصابين إلى أكثر من 60، حيث أُبلغ عن تضرر العديد من المنازل بشدة. ونتيجة لإصابة مباشرة لمبنى في ريشون لتسيون، قُتل مدنيان على الأقل وجُرح أكثر من 20 آخرين، بمن فيهم طفل يبلغ من العمر 3 أشهر تم إنقاذه من بين الأنقاض. وأعلن جيش الدفاع الإسرائيلي لاحقًا أن إيران أطلقت 200 صاروخ باليستي منذ ليلة 13 يونيو، أصاب حوالي 25% منها مناطق مفتوحة. وأكد أن "عددًا صغيرًا" من الصواريخ أفلت من الدفاعات الجوية وضرب مناطق سكنية في تل أبيب ورامات جان وريشون لتسيون، مما تسبب في وقوع إصابات.
في الليل، أطلقت إيران وابلًا آخر من الصواريخ مستهدفة شمال إسرائيل، مما أسفر عن مقتل خمسة أشخاص وإصابة ما لا يقل عن 23 آخرين. أطلقت قيادة الجبهة الداخلية تنبيهات هاتفية في الساعة 11 مساءً، وتم السماح للمواطنين بمغادرة الملاجئ في الساعة 11:45. أصاب صاروخ باليستي منزلًا من طابقين في طمرة، مما أسفر عن مقتل امرأة وإصابة 14 آخرين. قُتل أربعة أفراد من عائلة واحدة، بينهم امرأة وابنتاها، في ضربة صاروخية منفصلة. كما اندلع حريق بالقرب من مصفاة بازان للنفط في حيفا، حيث تضررت الأنابيب وخطوط النقل.
وبحسب وكالة أنباء شينخوا، عبرت عدة صواريخ إيرانية المجال الجوي السوري في طريقها إلى إسرائيل، حيث سقط صاروخان على الأقل في محافظة درعا (جنوب سوريا)، مما دفع دمشق إلى وقف الرحلات الجوية بسبب عدم الاستقرار الإقليمي. وبحسب ما ورد، شاركت عدة دول عربية في إسقاط طائرات بدون طيار إيرانية، أو تبادل معلومات الرادار للمساعدة في تدميرها.
أعلن جيش الدفاع الإسرائيلي عن موجة جديدة من الضربات على "أهداف عسكرية" في طهران. وقد أصابت هذه الهجمات مستودعات النفط والبنزين، وقطعت الكهرباء في حي شهران، وأصابت مقر وزارة الدفاع الإيرانية ومبنى منظمة الابتكار والبحث الدفاعي.

### 15 يونيو
في الصباح، أطلقت إيران والحوثيون في اليمن صواريخ باليستية في وقت واحد، مما أدى إلى اصطدامها بالمباني في بات يام ورحوفوت، ومركز تجاري في كريات عكرون، وفي تل أبيب. أسفرت الضربة في بات يام عن مقتل تسعة أشخاص، من بينهم ثلاثة تتراوح أعمارهم بين 8 و10 و18 عامًا، وواحد في عداد المفقودين. وتضرر واحد وستون مبنى وفقًا لرئيس البلدية تسفيكا بروت. وأصيب حوالي 200 شخص، وفقًا لوكالة نجمة داوود الحمراء، وكان العديد منهم في حالة خطيرة. وكان خمسة من المدنيين الذين قُتلوا في بات يام مواطنين أوكرانيين. وأعلنت إسرائيل لاحقًا أنها اعترضت معظم الصواريخ وأن الباقي فشل في دخول الأراضي الإسرائيلية.
تم الإبلاغ عن ضربة على مبنى وزارة العدل في طهران. وقالت القوات الجوية الإسرائيلية إنها قصفت طائرة للتزود بالوقود في مطار الشهيد هاشمي نجاد الدولي في مشهد - على بعد حوالي 2300 كيلومتر (1400 ميل) من أراضيها - فيما كان ربما العملية الأبعد في تاريخها.
تعرض معهد وايزمان للعلوم، وهو مركز أبحاث علمي لما بعد الدكتوراه في رحوفوت، لقصف إيراني، مما أدى إلى تدمير مبنى غير مأهول ومركز للعلوم الحيوية، حيث تضرر 45 مختبرًا. كما تضررت عشرات المباني الأخرى. أفادت وزارة الدفاع الإسرائيلية أن وسط إسرائيل تعرض لهجوم بصواريخ قادمة من اليمن، وهو ما أكده الحوثيون لاحقًا، حيث ذكروا أنهم استخدموا عددًا من صواريخ فلسطين 2 الباليستية بالتنسيق مع الجيش الإيراني. حذرت ألمانيا من أن إيران قد تستهدف المجتمعات اليهودية أو الإسرائيلية في ألمانيا، وعلى إثر ذلك عززت ألمانيا الأمن حول المؤسسات ذات الصلة.
كما أصابت شظايا الصواريخ الإيرانية موقعين في الضفة الغربية. ففي حوالي الساعة 11:20 صباحًا، اندلع حريق على سطح منزل في البيرة، على بُعد أمتار قليلة من منزل محمود عباس، رئيس السلطة الفلسطينية. وأصيب ثلاثة أطفال بجروح جراء الزجاج المكسور بعد سقوط شظايا صاروخ اعترضته إسرائيل فوق وسط إسرائيل خارج بلدة سعير بعد حوالي 90 دقيقة.
في وقت لاحق من اليوم، أطلقت إيران وابلًا من الصواريخ الباليستية على إسرائيل، ولكن لم تُبلغ عن أي إصابات أو أضرار. أطلقت إيران لاحقًا صاروخًا على منطقة في قيسارية، بالقرب من منزل عائلة نتنياهو. أعلن جيش الدفاع الإسرائيلي اعتراض الصواريخ، وإسقاط ما لا يقل عن 50 صاروخًا.
ضربت إسرائيل صواريخ أرض-أرض في إيران، بالإضافة إلى قواعد عسكرية. كما ضربت وزارة الخارجية الإيرانية. وأصابت الصواريخ رئيس الاستخبارات ونائبه في الحرس الثوري الإيراني، مما أدى إلى مقتلهما.
في المساء، أطلقت إيران عدة دفعات من الصواريخ على إسرائيل، مما أدى إلى إصابة سبعة أشخاص في حيفا وشخص واحد في كريات جات، كما تسبب في حرائق وأضرار بالممتلكات. وتلقى تسعة أشخاص آخرين العلاج من نوبات هلع.
إلى جانب الغارات الجوية، انفجرت خمس سيارات مفخخة في أنحاء طهران، ووقعت انفجارات بالقرب من مواقع حكومية وأخرى نووية. وزعمت وكالة الأنباء الإيرانية الرسمية (إيرنا)، نقلاً عن مصادر مطلعة، أن العملية نفذتها إسرائيل، رغم أن مسؤولاً إسرائيلياً نفى أي تورط لها.
وحذرت قوات الدفاع الإسرائيلية المدنيين الإيرانيين من مغادرة المناطق المحيطة بمصانع الأسلحة والقواعد العسكرية في شيراز.
وقيل إن إيران سعت إلى التوسط من سلطنة عمان وقطر للتواصل مع الولايات المتحدة، بهدف وقف الضربات وإحياء المفاوضات النووية المتوقفة. وأعلنت إيران أنها ألقت القبض على شخصين زعمت أنهما عضوان في الموساد.

### 16 يونيو
أطلقت إيران دفعة أخرى من الصواريخ على إسرائيل.وأفادت التقارير أن شظايا الصواريخ تسببت في أضرار بمكتب فرع السفارة الأمريكية في تل أبيب. أصيبت مدرسة في تل أبيب بالإضافة إلى منازل في بني براك وحيفا وبيتاح تكفا. قُتل ثمانية مدنيين وأصيب أكثر من 90 آخرين. أفادت إسرائيل أن 287 شخصًا تم نقلهم إلى المستشفى طوال الليل. عُثر على شخص مسن ميتًا تحت الأنقاض في بات يام. كما تم استهداف مصفاة النفط في حيفا، مما تسبب في أضرار جسيمة أجبرتها على الإغلاق ومقتل ثلاثة عمال. ووفقًا لنائب الرئيس التنفيذي لمعهد كوينسي للحكم المسؤول تريتا بارسي، فإن الهجمات الصاروخية الإيرانية المتتالية ربما تكون قد أدت إلى تآكل الدفاعات الإسرائيلية، مما سمح لنسبة أكبر من الصواريخ بالمرور أكثر من ذي قبل. وفي أعقاب الهجمات، أكدت إسرائيل مقتل 24 شخصًا حتى الآن، معظمهم وقعوا خارج الملاجئ، وأحصت 350 صاروخًا إيرانيًا، تتجمع حول 30 إلى 60 صاروخًا في وقت واحد.
ضربت قوات الدفاع الإسرائيلية مركز قيادة فيلق القدس في طهران. وصرح مسؤول إسرائيلي لصحيفة وول ستريت جورنال بوجود مؤشرات على أن المنشأة النووية تحت الأرض في نطنز قد "انفجرت". وأفادت إيران الدولية بسماع دوي انفجارات في محيط منشأة فوردو النووية. وقيل إن ضربات قوات الدفاع الإسرائيلية وقعت في محيط منشآت بارشين العسكرية. وأفاد فيلق أنصار المهدي التابع للحرس الثوري الإيراني بمقتل أحد قادته وجندي في هجوم في مقاطعة إيجرود بمحافظة زنجان. وأفادت وكالة أنباء تابعة للقضاء الإيراني بإعدام عميل مزعوم لإسرائيل، إسماعيل فكري، شنقًا؛ وذكرت الوكالة أن فكري كان على اتصال بضابطين من الموساد قبل اعتقاله.
أعلن جيش الدفاع الإسرائيلي تدميره 120 منصة إطلاق صواريخ أرض-أرض في إيران، وتحقيقه "سيادة جوية كاملة" في أجواء طهران. وصرحت العميد إيفي ديفرين بتدمير 30% من منصات إطلاق الصواريخ الإيرانية. كما صرّح نتنياهو بأن إسرائيل تسيطر على أجواء طهران. ولم يستبعد اغتيال خامنئي، قائلاً: "لن يؤدي ذلك إلى تصعيد الصراع، بل سينهيه". وأعلن جيش الدفاع الإسرائيلي تدميره قافلة أسلحة بين طهران وقم.
أفادت وكالة أنباء الجمهورية الإسلامية الإيرانية أن القوات الإسرائيلية قصفت مستشفى الفارابي في كرمانشاه، مما تسبب في أضرار جسيمة للمستشفى والمباني المحيطة به. وقصفت إسرائيل ما لا يقل عن 15 مبنى في مصنع صواريخ كرمانشاه. قصفت إسرائيل هيئة الإذاعة والتلفزيون الإيرانية الحكومية أثناء بث مباشر، مما أدى إلى فرار المذيعين. وتزعم أن مقر هيئة الإذاعة والتلفزيون الإيرانية كان يستخدم من قبل القوات المسلحة الإيرانية للترويج للعمليات العسكرية تحت غطاء مدني،  وهو ما نفته إيران. قُتل موظف واحد على الأقل من هيئة الإذاعة والتلفزيون الإيرانية في الهجوم، بينما قالت المحطة إن مكاتبها أصيبت بأربع قنابل.
أُطلقت طائرة بدون طيار باتجاه القنصلية الأمريكية في أربيل بالعراق، وتم اعتراضها. أطلقت إيران صواريخ باليستية على بتاح تكفا مرة أخرى، مما أسفر عن مقتل أربعة أشخاص. أصيب شخص واحد بجروح خطيرة، و14 بجروح متوسطة، بينهم طفلان. كما أصاب صاروخان تل أبيب، مما أدى إلى تدمير عدد من المباني.
أصدرت إسرائيل أوامر إخلاء لسكان بعض مناطق طهران. ضربت إسرائيل منصات إطلاق صواريخ إيرانية في غرب إيران. وقال جيش الدفاع الإسرائيلي إن إحدى طائراته بدون طيار دمرت طائرتين إيرانيتين من طراز غرومان إف-14 توم كات. وذكرت نور نيوز أن القوات الإيرانية تزعم أنها أسقطت طائرة لوكهيد مارتن إف-35 لايتنينج 2 فوق تبريز. ضرب جيش الدفاع الإسرائيلي مبنى كان يقيم فيه العديد من كبار المسؤولين في أجهزة الاستخبارات الإيرانية، وتم استهدافه، مما أسفر عن مقتل رئيس الاستخبارات الإيرانية ومسؤولين كبار آخرين. وتأكد مقتل محمد كاظمي وحسن محقق ومحمد خاتمي في الغارة الجوية.
وذكرت شبكة سي إن إن أن إيران قالت إنها لن تتفاوض مع الولايات المتحدة حتى تنتهي من ردها على إسرائيل.
وفقًا لإيران إنترناشيونال، أُقيل المرشد الأعلى الإيراني، علي خامنئي، من منصبه كقائدٍ لاتخاذ قراراتٍ استراتيجيةٍ مهمةٍ من قِبل كبار قادته بسبب "تدهورٍ حادٍّ في صحته النفسية" نتيجةً للضربات الإسرائيلية. ويُزعم أن أعضاءً من استخبارات الحرس الثوري الإيراني والمجلس الأعلى للأمن القومي قد عزلوا خامنئي. ونُقل إلى مخبأٍ في بلدة لافيزان، مع عائلته.
في مقابلة مع سكاي نيوز، صرح الرئيس الإسرائيلي إسحاق هرتسوغ أن إسرائيل "ليس لديها خيار آخر" سوى مهاجمة إيران، وأن مجلس الحرب الإسرائيلي كان يناقش المرشد الأعلى الإيراني، علي خامنئي، وسط شائعات تفيد بأن ترامب استخدم حق النقض ضد خطة إسرائيلية لاغتيال خامنئي.

### 17 يونيو

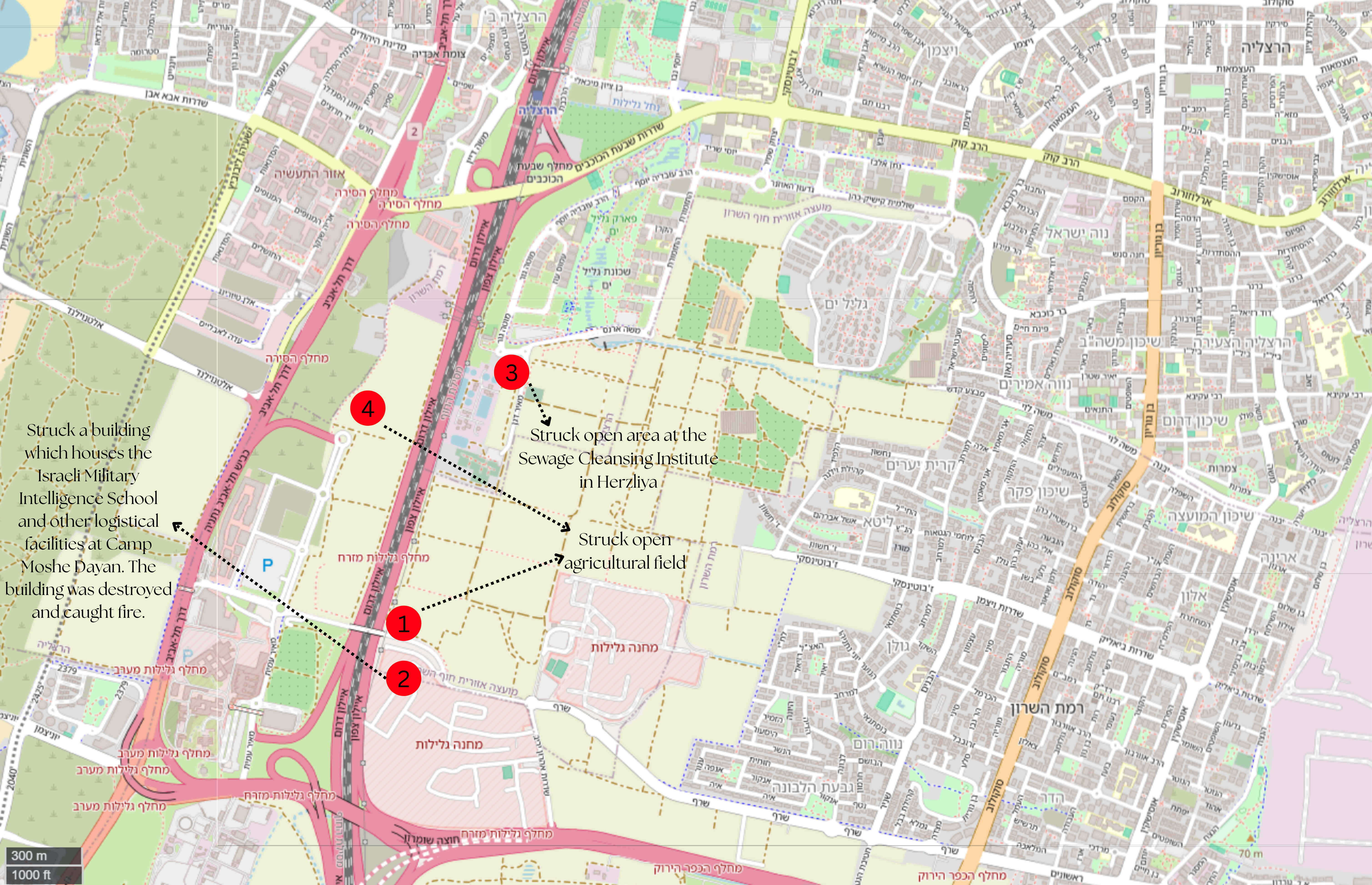
خريطة توضح القصف الإيراني على مدرسة الاستخبارات العسكرية الإسرائيلية.

في الصباح، أطلقت إيران حوالي 20 صاروخًا على إسرائيل، مما أدى إلى إصابة خمسة أشخاص بجروح طفيفة. ذكرت شبكة سي إن إن أن الصواريخ أصابت أهدافًا في جميع أنحاء إسرائيل، حيث أصابت تل أبيب وكذلك الأحياء السكنية في بات يام وتمرة.  ذكرت واي نت أن صاروخًا إيرانيًا أصاب مدينة هرتسليا، مما أدى إلى إتلاف مبنى من ثمانية طوابق وإشعال النار في حافلة فارغة. سمعت انفجارات في منطقة دان في تل أبيب والقدس الغربية. ذكرت صحيفة تايمز أوف إسرائيل أن إسرائيل أسقطت 30 طائرة بدون طيار إيرانية خلال الليل بين 16 و17 يونيو. ادعى الحرس الثوري الإيراني أنه ضرب مركزًا للمخابرات العسكرية ومركزًا للتخطيط لعمليات الموساد في إسرائيل. أكدت صحيفة واشنطن بوست وقوع أربع ضربات في تل أبيب، ولم يصب أي منها مقر الموساد، إلا أن معسكر موشيه ديان، الذي يضم مقر مديرية الاستخبارات العسكرية الإسرائيلية والوحدة 8200، تعرض لضربة مباشرة. اعترضت إسرائيل بنجاح هجوم صاروخي باليستي إيراني باتجاه شمال إسرائيل خلال المساء.
صرح جيش الدفاع الإسرائيلي بتدمير 40% من منصات إطلاق الصواريخ الباليستية الإيرانية. كما أعرب عن اعتقاده بأن إيران غير قادرة على شن هجمات صاروخية واسعة النطاق ضد إسرائيل، نظرًا لعجزها عن تنسيق هجمات واسعة النطاق بسبب مطاردة جيش الدفاع الإسرائيلي لمنصات إطلاق الصواريخ. وأشار معهد دراسات الحرب في الولايات المتحدة إلى أن الهجمات الخمس الصباحية شهدت نيرانًا أقل من الهجمات السابقة، مما أدى إلى تدهور في قدرات الصواريخ الإيرانية.
اغتال جيش الدفاع الإسرائيلي اللواء علي شدماني بعد أيام قليلة من تعيينه قائدًا لمقر خاتم الأنبياء. بعد استبدال الفريق غلام علي رشيد بعد وفاته، أصبح شدماني أعلى قائد عسكري إيراني رتبة، حيث عمل "رئيسًا لأركان الحرب" في إيران وترأس كل من الحرس الثوري الإيراني والقوات المسلحة الإيرانية، وفقًا لجيش الدفاع الإسرائيلي. ووفقًا لصحيفة جيروزاليم بوست، قُتل شدماني إلى جانب العشرات من ضباط الحرس الثوري الإيراني بعد إجلائهم إلى قاعدة سرية مخبأة داخل الجبال خارج طهران.
قالت إسرائيل إنها نفذت "عدة ضربات مكثفة" على أهداف عسكرية في غرب إيران، مستهدفة منصات إطلاق صواريخ ومرافق تخزين طائرات بدون طيار. ونشر جيش الدفاع الإسرائيلي مقطع فيديو لطائراته وهي تدمر طائرات مقاتلة إيرانية من طراز غرومان إف-14 توم كات على الأرض. كما أظهر مقطع فيديو لهم وهم يدمرون قاذفة صواريخ تحمل ثلاثة صواريخ. ووفقًا لوكالة مهر للأنباء، أصاب صاروخ إسرائيلي نقطة تفتيش في كاشان، مما أسفر عن مقتل ثلاثة أشخاص وإصابة أربعة آخرين. وضربت القوات الإسرائيلية مبنى سكنيًا في طهران، وفقًا لوكالة إيرنا، التي أفادت أيضًا بأن الهلال الأحمر أنقذ ثلاثة أشخاص من تحت الأنقاض. وذكرت وكالة فارس للأنباء أن بنك سبه المملوك للدولة قد استُهدف في هجوم إلكتروني. ووفقًا لتقارير من إيران الدولية ومنافذ إخبارية أخرى، فقد أعلنت مجموعة القراصنة عصفور مفترس رسميًا مسؤوليتها عن الهجوم الإلكتروني على البنك. وإن بنك سيباه لديه صلات عميقة بالحرس الثوري الإسلامي والجيش الإيراني.
وقالت الوكالة الدولية للطاقة الذرية إنه من المرجح أن تكون المنشآت الموجودة تحت الأرض في نطنز قد تضررت بسبب الهجمات الإسرائيلية. وضربت الطائرات الإسرائيلية منصات إطلاق الصواريخ الإيرانية في غرب إيران.
زعم الجيش الإيراني إسقاطه 28 طائرة معادية، من بينها طائرة تجسس بدون طيار. ونفت إسرائيل هذه المزاعم.
أعلن جيش الدفاع الإسرائيلي أنه نفذ ضربات كثيفة ضد منصات إطلاق الصواريخ الباليستية الإيرانية في أصفهان باستخدام 60 طائرة مقاتلة، قائلاً إن مواقع الصواريخ في غرب إيران تم إخلاؤها بسبب هجمات سابقة. وقال جيش الدفاع الإسرائيلي إن 12 موقعًا لتخزين وإطلاق الصواريخ أصيبت خلال الهجمات.
دعا ترامب إلى إخلاء طهران بالكامل، وأعلن أن "لدينا الآن سيطرة كاملة وشاملة على سماء إيران"، ودعا إيران إلى " استسلام غير مشروط " بينما هدد باغتيال خامنئي. كما دعا مجلس الأمن القومي الأمريكي إلى الاجتماع. وأشار نائب الرئيس جيه دي فانس إلى أن الولايات المتحدة قد تنضم إلى الحرب ضد إيران.

### 18 يونيو
وفي الصباح، وردت أنباء عن سماع دوي انفجار قوي في طهران، لكن المسؤولين الإيرانيين لم يؤكدوا وقوع هجوم.
صرح جيش الدفاع الإسرائيلي أن 50 طائرة مقاتلة ضربت حوالي 20 مبنى في طهران، بما في ذلك مصانع تنتج مواد خام ومكونات وأنظمة تصنيع للصواريخ الباليستية. وذكرت وسائل إعلام إيرانية أن جيش الدفاع الإسرائيلي ضرب جامعة تابعة للحرس الثوري الإيراني ومصنع صواريخ في خوجير. كما زعم جيش الدفاع الإسرائيلي أنه دمر 70 بطارية صواريخ. سقطت طائرة بدون طيار تابعة لسلاح الجو الإسرائيلي على إيران بعد إسقاطها؛ ولم ترد أنباء عن وقوع إصابات. كما هاجمت إسرائيل مواقع إنتاج أجهزة الطرد المركزي النووية، حيث أكدت الوكالة الدولية للطاقة الذرية شن ضربات على مجمع تيسا في كرج ومجمع أبحاث طهران.
ألقت أجهزة الأمن الإيرانية القبض على خمسة أشخاص يزعم أنهم تابعون للموساد، واتهمتهم بأنهم "مرتزقة" "ينشرون الخوف بين الناس".
وذكرت صحيفة وول ستريت جورنال، نقلاً عن مسؤول أمريكي لم يكشف عن اسمه، أن إسرائيل بدأت تفقد صواريخ آرو الاعتراضية.
ضربت إسرائيل مواقع في طهران وأصدرت أمر إخلاء للسكان في المنطقة 18 من طهران. تم تدمير مقر الأمن الداخلي الإيراني خلال الهجمات، وفقًا لإسرائيل. كما ورد أن مبنى للهلال الأحمر الإيراني تعرض للقصف أيضًا.
أطلقت إيران صاروخًا باليستيًا واحدًا على إسرائيل في المساء، مما أدى إلى انطلاق صفارات الإنذار في تل أبيب والمنطقة المحيطة بها. ووفقًا للحرس الثوري الإسلامي، تم استخدام صاروخ سجيل بعيد المدى في الهجوم. أصيب رجل بجروح طفيفة عندما سقطت شظية على سيارته بعد اعتراض الصاروخ. ووفقًا لصحيفة واشنطن بوست، فبدون إعادة الإمدادات أو مشاركة أكبر من الولايات المتحدة، تتوقع بعض التقييمات أن تتمكن إسرائيل من الحفاظ على دفاعها الصاروخي لمدة 10 أو 12 يومًا أخرى إذا حافظت إيران على وتيرة ثابتة للهجمات؛ على النقيض من ذلك، يشير تقييم المعهد الدولي للدراسات الاستراتيجية إلى أن أعماق مخزونات الصواريخ الاعتراضية المتبقية لدى إسرائيل غير معروفة ولكن عمق ترسانتها مدعوم بدعم الدفاع الصاروخي الأمريكي. انخفضت أحجام الصواريخ الباليستية الإيرانية باستمرار منذ بداية الحرب.
وذكرت وسائل إعلام إيرانية أن القوات الإيرانية أسقطت طائرة "معادية" من طراز لوكهيد مارتن إف-35 لايتنينج 2 في منطقة جواد آباد في فارامين.
وقال رئيس أركان جيش الدفاع الإسرائيلي الفريق إيال زامير "هناك دروس مهمة ومباشرة هنا من أحداث السابع من أكتوبر، نحن لا ننتظر، نحن نمنع التهديدات".
ونشرت قوات الدفاع الإسرائيلية رسالة باللغة الفارسية تقول فيها إنها تتلقى الكثير من الرسائل من الإيرانيين تتضمن "الخوف واليأس والغضب إزاء ما يحدث في إيران" وطلبت من أولئك الذين يرغبون في تجنب مصير مماثل لغزة ولبنان الاتصال بالمسؤولين الإسرائيليين من خلال رابط على موقع الموساد على الإنترنت.
في فترة ما بعد الظهر، قال جيش الدفاع الإسرائيلي إنه ضرب 40 هدفًا عسكريًا في غرب إيران، بما في ذلك منصة إطلاق صواريخ عماد مُجهزة ومواقع تخزين صواريخ وجنود، وذلك باستخدام 25 طائرة مقاتلة. وحتى الآن، قال المتحدث باسم جيش الدفاع الإسرائيلي إفي ديفرين إن إسرائيل ضربت 1100 هدف في إيران. وأضاف أن خمس مروحيات من طراز إيه إتش-1 كوبرا تعرضت للقصف في كرمانشاه في الصباح. وفي وقت لاحق، قال جيش الدفاع الإسرائيلي إنه دمر ثلاث مروحيات أخرى من طراز إيه إتش-1 كوبرا.  وأعلن جيش الدفاع الإسرائيلي لاحقًا أن 60 طائرة مقاتلة شاركت في موجة من الضربات ضد 20 هدفًا في طهران، بما في ذلك منشآت تصنيع الأسلحة ومواقع إنتاج أجهزة الطرد المركزي ومواقع البحث والتطوير النووي.
أسقطت إسرائيل ثلاث طائرات إيرانية بدون طيار خلال الليل بين 17 و18 يونيو.
بحلول هذا التاريخ، قدّر جيش الدفاع الإسرائيلي أن إيران أطلقت 400 صاروخ و1000 طائرة مسيرة على إسرائيل منذ بدء الصراع. وأضاف أن 20 صاروخًا فقط أصابت مناطق حضرية، متسببةً في خسائر بشرية أقل بكثير مما توقعته إسرائيل. ومن بين الطائرات المسيرة، دخلت أقل من 200 طائرة المجال الجوي الإسرائيلي، لكن لم تُصب أي منها أي أهداف.

### 19 يونيو

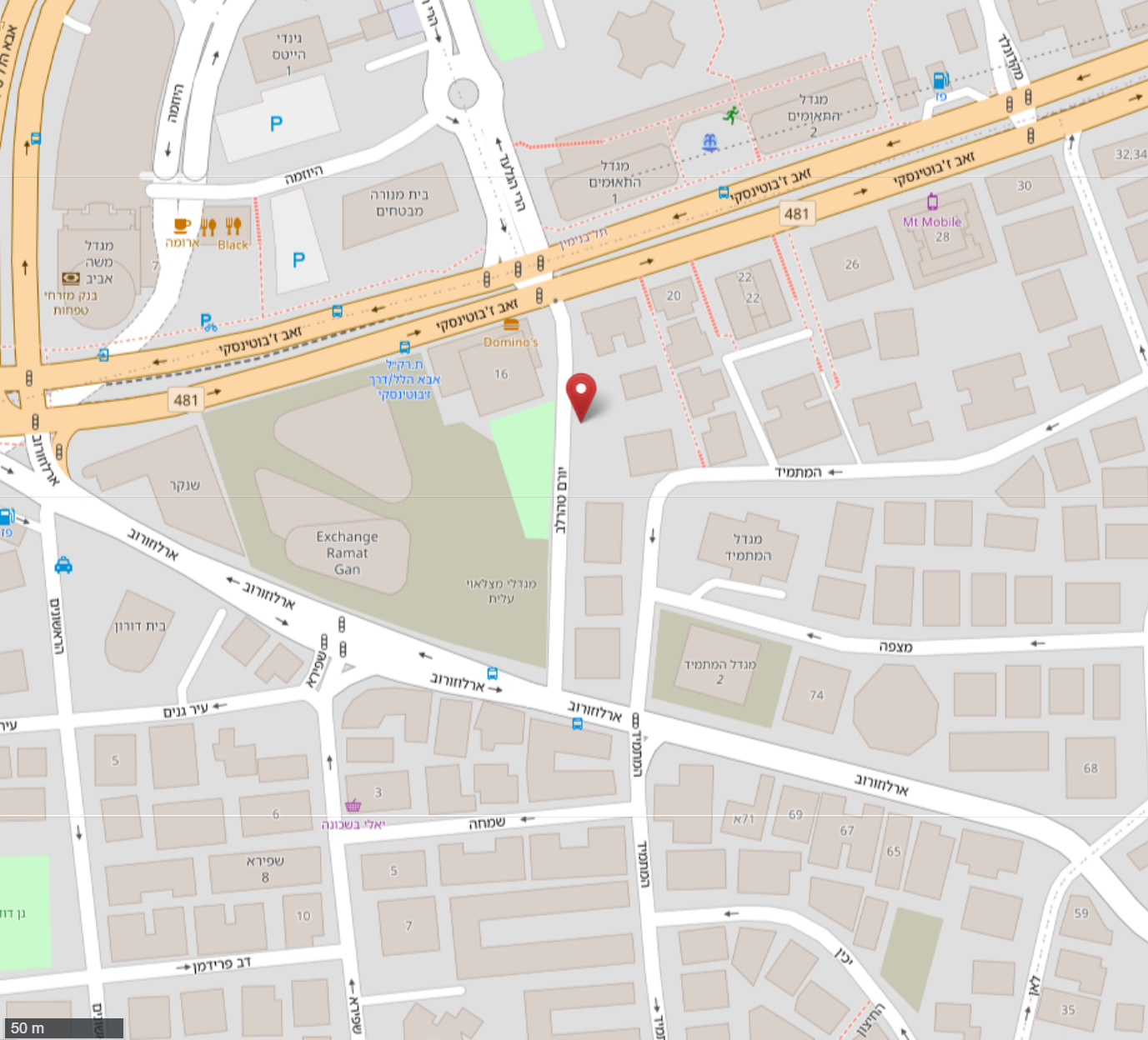
مكان الهجوم الصاروخي الإيراني على المدنيين في رامات جان.

في الصباح الباكر، أطلقت إيران وابلًا من حوالي 20 صاروخًا باليستيًا على إسرائيل، أصابت أربعة مواقع على الأقل في وسط وجنوب إسرائيل، بما في ذلك المركز الطبي سوروكا في بئر السبع وتل أبيب ورامات جان وحولون. ووفقًا لوزارة الصحة الإسرائيلية، أصيب 271 شخصًا في الهجمات - من بينهم أربعة إصاباتهم خطيرة و16 إصابة متوسطة. وأفاد متحدث باسم المستشفى "بأضرار لحقت بالمستشفى وأضرار جسيمة في مناطق مختلفة". كما تم استخدام قنبلة عنقودية في الهجوم، حيث أسقطت حوالي 20 ذخيرة أصغر عبر منطقة بطول 8 كيلومترات (5.0 ميل) في وسط إسرائيل، حيث أصابت إحداها منزلًا في آزور.
شنت القوات الجوية الإسرائيلية غارات جوية على طهران خلال ليلة 18 يونيو. وفي الصباح، استهدفت إسرائيل عشرات المنشآت العسكرية في إيران بما في ذلك مواقع الدفاع الجوي وإنتاج الصواريخ.
دُمِّر مبنى مفاعل أراك للماء الثقيل في مجمع آراك النووي بضربة مباشرة، وكذلك أبراج التقطير في محطة إنتاج الماء الثقيل المجاورة. وفي وقت سابق من اليوم، طلبت إسرائيل من سكان المناطق المحيطة بمدينتي آراك وخونداب إخلاء المنطقة. وأكدت إسرائيل عدم وجود خطر تسرب إشعاعي. وذكرت الوكالة الدولية للطاقة الذرية أن المفاعل "غير عامل ولا يحتوي على أي مواد نووية".
تعرض المركز الطبي سوروكا لضربة مباشرة، مما تسبب في أضرار جسيمة وتسرب كيميائي مشتبه به. أصيب واحد وسبعون شخصًا بجروح طفيفة هناك، بالإضافة إلى شخص آخر عولج من القلق الحاد. ادعت وكالة أنباء الجمهورية الإسلامية الإيرانية أن المستشفى أصيب عن طريق الخطأ، وأن حديقة جاف يام التكنولوجية القريبة كانت "الهدف الرئيسي" لأنها كانت تستخدم من قبل جيش الدفاع الإسرائيلي. وقال الرئيس الإسرائيلي إن المستشفى الذي أصيب كان "منارة للتعايش بين الإسرائيليين والفلسطينيين". في رامات جان، أصيب شخصان بجروح خطيرة وأصيب 20 آخرون بجروح طفيفة. سقط صاروخ بالقرب من العديد من المباني الشاهقة، ووفقًا لوزير التعليم الإسرائيلي، أصيبت روضة أطفال أيضًا. تضررت العديد من المباني السكنية بعد أن أصاب صاروخ منطقة سكنية في حولون، حيث أصيب 16 شخصًا، من بينهم أربعة بجروح خطيرة. عقب الهجوم على المستشفى، صرّح وزير الخارجية الإسرائيلي جدعون ساعر قائلاً: "إن النظام الإيراني يستهدف المدنيين عمداً... ويرتكب جرائم حرب"، و"ليس لديه خطوط حمراء". عقب الهجمات، صرّح زعيم المعارضة الإسرائيلية أفيغدور ليبرمان قائلاً: "تخيلوا ماذا ستفعل إيران بالأسلحة النووية"، وحثّ إسرائيل على مواصلة حربها. وصف وزير الدفاع الإسرائيلي إسرائيل كاتس الزعيم الإيراني علي خامنئي بأنه "هتلر العصر الحديث"، مضيفاً أنه "لا يستطيع الاستمرار في الوجود"، ومؤكداً أن القضاء على خامنئي يتماشى مع أهداف الحرب التي يتبناها جيش الدفاع الإسرائيلي.
وفي وقت لاحق، أطلقت إيران ما لا يقل عن عشرة صواريخ على شمال إسرائيل، دون ورود تقارير عن وقوع إصابات أو أضرار.
قالت قوات الدفاع الإسرائيلية إنها تعتقد أنها دمرت ثلثي منصات إطلاق الصواريخ الإيرانية. وزعمت قوات الدفاع الإسرائيلية أن طائراتها بدون طيار ضربت جنودًا إيرانيين كانوا يقومون بإصلاح منصات إطلاق الصواريخ الباليستية.
أطلقت إيران وابلاً من الصواريخ الباليستية على إسرائيل حوالي منتصف ليل 18 و19 يونيو اعترضها جيش الدفاع الإسرائيلي. أسقطت إسرائيل طائرتين إيرانيتين بدون طيار متجهتين نحو شمال إسرائيل.
قال رئيس الوزراء الإسرائيلي نتنياهو إن تعاون إسرائيل مع الولايات المتحدة "رائع". وهدد وزير الدفاع الإسرائيلي إسرائيل كاتس باغتيال خامنئي ردًا على الغارات على المركز الطبي سوروكا، قائلاً إنه "سيدفع ثمن جرائمه".

### 20 يونيو
في أعقاب وابل صاروخي إيراني آخر باتجاه إسرائيل، سقطت صواريخ على بئر السبع. أصاب أحدها شارعًا محاطًا بمباني سكنية تضررت، مما تسبب في اندلاع حرائق بالقرب من مكتب مايكروسوفت في حديقة غاف يام نيغيف للتكنولوجيا المتقدمة وغيرها من المنشآت التكنولوجية المتقدمة. تضررت محطة القطار المركزية وأُغلقت مؤقتًا.  أصيب سبعة مدنيين بجروح طفيفة.
لاحقًا، أطلقت إيران 25 صاروخًا على إسرائيل، وضربت بعض المناطق في حيفا ووسط إسرائيل وجنوب إسرائيل. بعد الضربات، أعلنت شركة الشحن ميرسك أنها ستوقف مؤقتًا مكالمات السفن إلى حيفا. في حيفا، أصيب ثلاثة أشخاص، من بينهم صبي يبلغ من العمر 16 عامًا، بجروح خطيرة بسبب الشظايا، بينما أصيب 20 آخرون بجروح طفيفة. توفيت امرأة بنوبة قلبية أثناء تواجدها في كرميئيل. تم الإبلاغ عن العديد من اصطدامات الذخيرة الصغيرة في بئر السبع، بما في ذلك واحدة أصابت حضانة أطفال، مما يشير إلى استخدام قنبلة عنقودية. تم الإبلاغ عن انفجارات في تل أبيب وضربة صاروخية واحدة على الأقل في القدس. في حيفا، تم قصف مسجد الجرينة بينما كان رجال الدين المسلمون يتجمعون في الداخل.
أفاد جيش الدفاع الإسرائيلي باستهدافه مواقع عسكرية عديدة في إيران خلال الليل، بما في ذلك منشآت لإنتاج الصواريخ ومركز أبحاث نووية في طهران. ومن بين الأهداف الرئيسية التي قُصفت مقر منظمة الابتكار والبحوث الدفاعية، وهي وكالة تُركز على البحث والتطوير الدفاعي، والتي أفادت التقارير بمشاركتها في تطوير الأسلحة النووية الإيرانية. وزعم جيش الدفاع الإسرائيلي أنه دمر 35 منصة إطلاق صواريخ إيرانية صباح اليوم.
أفادت وكالة أنباء إيرانية أن طائرة إسرائيلية مسيرة استهدفت مبنى سكنيًا في منطقة جيشا بطهران. وقيل إن الهجوم استهدف قاعدة عسكرية تابعة للباسيج. ووفقًا لوسائل إعلام إيرانية، اغتالت إسرائيل عالمًا نوويًا لم يُكشف عن اسمه في طهران. وفي بيان مقتضب، قال جيش الدفاع الإسرائيلي إنه يستهدف البنية التحتية العسكرية في غرب ووسط إيران.
وبحسب السكرتير العام لمجلس الوزراء الإسرائيلي يوسي فوكس، فإن جيش الدفاع الإسرائيلي يقدر أن إيران أطلقت حتى الآن 520 صاروخًا باليستيًا على إسرائيل، ولم يصطدم سوى 25 منها بالأرض (رغم أنها لم تضرب أهدافها المقصودة بالضرورة)، وهو ما يعادل معدل إصابة يبلغ نحو 5%.

### 21 يونيو
ضربت إسرائيل ثلاثة مبانٍ في أصفهان، وذكرت وسائل الإعلام الإيرانية أن منشأة نووية كانت مستهدفة. وقال وزير الدفاع إسرائيل كاتس إن جيش الدفاع الإسرائيلي قتل قائد فيلق القدس سعيد إيزادي، الذي كان رئيس "فرع فلسطين" ولعب دورًا في هجمات 7 أكتوبر التي قادتها حماس على إسرائيل، بعد ضرب شقة في قم، وقائد الحرس الثوري الإيراني بهنام شهرياري بعد ضرب سيارته. وأكدت إيران مقتل العالم النووي العاشر، إيثار طباطبائي قمشة.
صرحت الوكالة الدولية للطاقة الذرية بأن الغارات الإسرائيلية دمرت ورشةً لأجهزة الطرد المركزي في مجمع الأبحاث النووية بأصفهان، دون أي خطر من تسرب أي مواد خطرة. وأوضحت الوكالة أن الورشة كانت في الأصل تُصنّع جهازًا يُستخدم لتخصيب اليورانيوم.
ضربت طائرة إسرائيلية مبنى سكني في قم، بينما وردت أنباء عن انفجارات فوق نجف آباد ومالارد وأصفهان وطهران. استهدفت الغارات الجوية الإسرائيلية موقعًا نوويًا في أصفهان، وفقًا لنائب حاكم المقاطعة الذي تحدث إلى وكالة أنباء فارس. أفادت وكالة فارس أن نظام الدفاع الجوي في أصفهان قد تم تفعيله. وقال جيش الدفاع الإسرائيلي إنه ضرب منشأة عسكرية في شيراز، ولم ترد أنباء عن وقوع إصابات.
اتخذ خامنئي، الذي أفادت التقارير أنه كان يحتمي مع عائلته في ملجأ، قرارًا "غير مألوف" باختيار خليفة له. والجدير بالذكر أن ابنه، مجتبى، رجل الدين ذي الصلات الوثيقة بالحرس الثوري الإيراني، والذي طالما أشيع أنه من أبرز المرشحين، لم يكن ضمن قائمة المرشحين.
في أعقاب غارة جوية إسرائيلية، لحقت أضرار جسيمة بمقر شرطة الإنترنت الإيرانية في طهران. ووفقًا لإيران إنترناشونال، لعبت شرطة الإنترنت الإيرانية دورًا محوريًا في جهود الحكومة الإيرانية لقمع الحريات عبر مراقبة وسائل التواصل الاجتماعي ومقاضاة المواطنين بسبب المحتوى الرقمي. وقد رفعت الشرطة آلاف القضايا ضد أفراد وصحفيين وشركات بزعم نشر محتوى "غير أخلاقي" أو "مناهض للدولة".
أعلن جيش الدفاع الإسرائيلي أنه هاجم عشرات الأهداف العسكرية في منطقة الأهواز، مستخدمًا 30 طائرة مقاتلة أسقطت حوالي 50 ذخيرة. وكان من بين الأهداف منشأة لتخزين الصواريخ الباليستية وموقع رادار. وأسفرت غارة في طهران عن مقتل حارس شخصي سابق لزعيم حزب الله المغتال حسن نصر الله إلى جانب عضو في كتائب سيد الشهداء. وفي وقت لاحق، قال جيش الدفاع الإسرائيلي إن حوالي 60 طائرة مقاتلة نفذت ضربات في وسط إيران في المساء، مما أدى إلى تدمير ثلاث طائرات مقاتلة من طراز غرومان إف-14 توم كات.
اندلعت حرائق في تل أبيب وحولون بعد أن أطلقت إيران موجة جديدة من الصواريخ.
أكدت خدمات الإطفاء والإنقاذ الإسرائيلية في بيان على تيليجرام أنها تعمل على إخماد حريق على سطح مبنى من ثلاثة طوابق في غوش دان، المنطقة الحضرية الأوسع المحيطة بتل أبيب. ووفقًا لشبكة سي إن إن، لم يحدد البيان المدينة، في حين أن الحريق نجم عن شظايا بعد اعتراض صاروخ. وقالت نجمة داوود الحمراء إنه لم يتم الإبلاغ عن أي إصابات. ضربت إيران مبنى سكنيًا في بيت شان، ولم يتم الإبلاغ عن أي إصابات.
ألقت الشرطة القبرصية القبض على إيراني يُشتبه في أنه جاسوس للحرس الثوري الإيراني، وكان، وفقًا للشرطة القبرصية، يراقب قواعد بريطانية وقبرصية. ووُجهت للمشتبه به تهمة "الاشتباه في ارتكاب جرائم إرهابية والتجسس".
زعم جيش الدفاع الإسرائيلي أنه اعترض 40 طائرة مسيرة إيرانية بين 20 و21 يونيو، وأضاف أنه تم إسقاط 470 طائرة مسيرة منذ بدء الحرب، بنسبة اعتراض بلغت 99%. وتمكن صاروخ إيراني من طراز "شاهد-136" من إصابة منزل في بيت شان، متسببًا في أضرار، بينما أصاب صاروخ آخر منطقة مفتوحة بالقرب من الطريق السريع 90 في منطقة العربة.

### 22 يونيو
الولايات المتحدة، التي كانت تساعد إسرائيل في صد الصواريخ والطائرات بدون طيار الإيرانية منذ بداية الحرب، التزمت بمهاجمة إيران وأرسلت قاذفات بي-2 لضرب ثلاثة مواقع نووية إيرانية، بما في ذلك فوردو ونطنز وأصفهان. إيرانيين تحدثوا إلى صحيفة نيويورك تايمز، فقد وقعت الضربات في الساعة 2:30 صباحًا بتوقيت شرق الولايات المتحدة (23:00 في اليوم السابق بالتوقيت العالمي المنسق). وقال الرئيس ترامب إن المنشآت المستهدفة "دُمّرت تمامًا"، وعلى الرغم من ذلك، قالت الحكومة الإيرانية إن موقع فوردو لم يتضرر بشكل خطير. وقالت هيئة الإذاعة والتلفزيون الإيرانية إن أنفاق الخروج والدخول في فوردو فقط هي التي دُمرت ولكن ليس المنشأة نفسها.
نشرت وكالة أسوشيتد برس صورًا من الأقمار الصناعية لمنشأة فوردو بعد وقت قصير من الضربات. أظهرت الصور أضرارًا بالجبل الذي كانت المنشأة تحته ودخانًا رماديًا يطير في الهواء. كما أظهرت أيضًا أضرارًا بمداخل المنشأة المسدودة بالتراب، كما شوهدت العديد من الثقوب/الحفر الكبيرة. قبل الضربات، بدت صور الأقمار الصناعية للمنشأة وكأنها تُظهر زيادة في الخدمات اللوجستية، مع تجمع العديد من الشاحنات/الآلات الثقيلة بالقرب من الموقع، مما يشير إلى احتمال نقل المواد النووية الإيرانية.  وفي وقت لاحق، أبلغ مصدر إيراني رويترز أنهم نقلوا غالبية اليورانيوم المخصب خارج المنشأة إلى مكان غير معروف قبل الضربات.
وفقًا للوكالة الدولية للطاقة الذرية، لم يُرصد أي إشعاعات من المنشآت النووية الإيرانية منذ الهجوم الأمريكي. كما ذكرت وسائل إعلام إيرانية أن جميع المدنيين والجنود الأمريكيين في المنطقة سيصبحون هدفًا. وأكدت إسرائيل أنها على "تنسيق كامل" مع الولايات المتحدة في التخطيط للضربات. وصرح وزير الدفاع، إسرائيل كاتس، بأن التحالف بين الولايات المتحدة وإسرائيل "أقوى من أي وقت مضى، بما يخدم مصالح السلام والأمن لكلا الدولتين والعالم الحر بأسره".
أفادت وسائل إعلام إيرانية بإدانة ماجد مصايبي، عميل الموساد المزعوم، وإعدامه شنقًا. ووفقًا لجيش الدفاع الإسرائيلي، نفذت 20 طائرة مقاتلة غارات ليلية على عشرات الأهداف العسكرية في وسط إيران، بما في ذلك مواقع إنتاج وتخزين الأسلحة والدفاعات الجوية والبنية التحتية في مطار أصفهان الدولي. وفي الصباح، قال جيش الدفاع الإسرائيلي إنه دمر طائرتين مقاتلتين إيرانيتين من طراز نورثروب إف-5 في مطار دزفول إلى جانب ثماني منصات إطلاق صواريخ باليستية، مما أسفر عن مقتل جنود قريبين. سُمعت انفجارات قوية في طهران وأصفهان وبندر لنجة، مع تفعيل أنظمة الدفاع الجوي الإيرانية. وأفادت التقارير بسماع "انفجارات قوية" في وسط وشمال طهران. كما سُمعت انفجارات في بوشهر. وأفادت وسائل إعلام إيرانية أن إسرائيل ضربت محطة كهرباء وحامية عسكرية في يزد.